# يؤاف مردخاي
يؤاف مردخاي (بالعبرية: יואב מרדכי‏) (القدس 1964) هو قائد عسكري إسرائيلي برتبة جنرال (ألوف) يشغل منذ 2014 منصب رئيس مكتب الحكومة الإسرائيلية في المناطق وقد شغل قبلا منصب المتحدث الرسمي لجيش الدفاع الإسرائيلي من الفترة 2011 وحتى 2013. يتحدث مردخاي العربية بطلاقة وحصل على ماجستير في الأمن الوطني والعلوم السياسية.